# Brodivske, Ostroh
Brodivske (în ucraineană Бродівське) este un sat în comuna Horiv din raionul Ostroh, regiunea Rivne, Ucraina.

## Demografie
Componența lingvistică a localității Brodivske
     Ucraineană (99,75%)
     Alte limbi (0,26%)
Conform recensământului din 2001, majoritatea populației localității Brodivske era vorbitoare de ucraineană (99,75%), existând în minoritate și vorbitori de alte limbi.